# 체서피크 베이 브리지

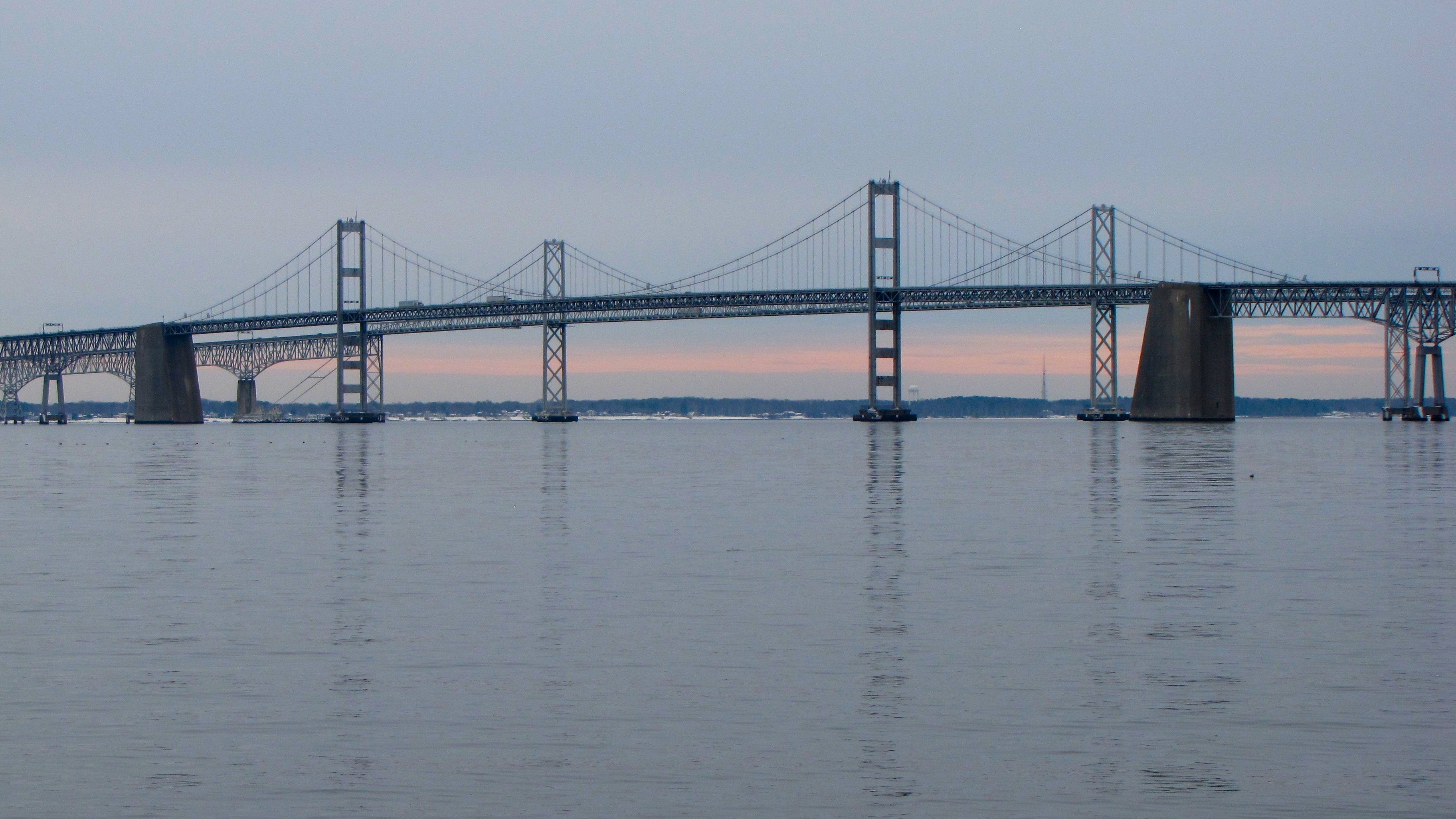
체서피크 베이 브리지

체서피크 베이 브리지(Chesapeake Bay Bridge)는 체서피크 만에 위치한 다리로 메릴랜드주 본토와 메릴랜드주의 델마바 지역을 연결한다.

## 같이 보기
- 체서피크 베이 브리지 터널